# Arcidiocesi di Beth Lapat

Mappa del Khūzestān, nota in siriaco come Beth Huzaye.

L'arcidiocesi di Beth Lapat è un'antica sede metropolitana della Chiesa d'Oriente, attestata dal III al XIV secolo.

## Storia
Bēṯ Lapaṭ (Beth Lapat) è il nome siriaco della città persiana di Gundishapur, le cui rovine sono identificabili nei pressi del villaggio di Sah Abad in Iran, 14 chilometri a sud-ovest di Dezful. Fu costruita dal re persiano Sapore I (241-272) per ospitare i prigionieri greci deportati dopo le vittorie contro gli eserciti bizantini nel nord della Mesopotamia e ad Antiochia, e divenne ben presto la principale residenza estiva dei re persiani nella provincia del Khūzestān (o Huzistan), nota in siriaco come Beth Huzaye e corrispondente all'incirca alla moderna regione di Ilam (o Elam). La città fu sede di un'antica diocesi della Chiesa d'Oriente, riconosciuta come sede metropolitana di Beth Huzaye nel concilio di Seleucia-Ctesifonte del 410.
Tra i deportati di origine greca che fondarono la città si trovarono moltissimi cristiani bizantini, tra cui il vescovo di Antiochia, Demetriano, a cui le antiche cronache siriache orientali, tra cui la Cronaca di Seert, attribuiscono la fondazione della diocesi di Beth Lapat. La stessa Cronaca riferisce che alla morte di Demetriano nel 260, la comunità cristiana gli dette un successore nella persona di Ardaq (o Arzaq); inizia così la serie millenaria di vescovi di Beth Lapat, il cui ultimo titolare noto è Giuseppe, che nel 1318 prese parte al concilio convocato dal patriarca Timoteo II. Sette vescovi di Beth Lapat divennero patriarchi della Chiesa d'Oriente.
Secondo la Cronaca di Seert a Beth Lapat trovò la morte nel 276 circa, il teologo Mānī, fondatore del manicheismo. La sua morte coincise con un periodo cupo per la Chiesa nell'impero persiano e con una serie di persecuzioni che colpirono il Khuzestan durante il regno di Bahram II (276-293) e soprattutto di Sapore II (309-379); a Beth Lapat trovarono la morte come martiri molti cristiani, tra cui i vescovi Gadyaw (nel 341) e Adona (in epoca imprecisata), e diversi gruppi di monaci.
In epoca incerta, forse nella prima metà del IV secolo, Beth Lapat fu elevata al rango di sede metropolitana. Questa prerogativa fu riconosciuta e sancita durante il concilio convocato dal “grande metropolita” e primate (catholicos) della Chiesa d'Oriente Isacco nel 410. Il canone XXI del concilio riconobbe a Beth Lapat il rango d'onore a fianco del primate; alla sua morte, l'arcivescovo aveva il compito di presiedere al sinodo per l'elezione del successore e di consacrare il nuovo eletto, assistito come arcidiacono dal vescovo di Kaskar. Il canone XXI assegnò inoltre a Beth Lapat quattro diocesi suffraganee: Karka d'Ledan, Hormizd Ardashir, Susterin e Sus. Successivamente, Beth Lapat ebbe altre suffraganee: Ispahan, unita per un certo periodo con Mihraganqadaq (Mihraqan Qadaq), Ram Hormizd e forse Shahpur Khwast. Le diocesi suffraganee si estendevano su tutto l'Elam cristiano.
Nell'aprile del 484 Beth Lapat fu sede di un concilio di una parte dissidente della Chiesa d'Oriente, guidata dal metropolita Barsauma di Nisibis. I decreti del sinodo vennero annullati due anni dopo dal patriarca Acacio nel sinodo di Ctesifonte (486).
Beth Lapat è importante nella storia della Chiesa d'Oriente anche per aver dato i natali, all'inizio del VII secolo, al monaco Rabban Ormisda, fondatore del monastero che oggi porta il suo nome nei pressi di Alqosh, nel nord dell'Iraq. La sua santità è riconosciuta sia dalla Chiesa assira d'Oriente che da quella Caldea cattolica. Inoltre, Beth Lapat fu sede di un'importante scuola nestoriana, dove si insegnavano filosofia, matematica, astronomia e soprattutto medicina; i medici formati all'Accademia di Beth Lapat furono a lungo al servizio dei califfi abbasidi di Baghdad.
La metropolia e la cristianità nestoriana di Beth Lapat e del Khuzestan scomparvero nel XIV secolo, a causa delle devastazioni operate da Tamerlano.

## Cronotassi degli arcivescovi
- Demetriano † (? - 260 deceduto)
- Ardaq o Arzaq † (260 - ?)
- Gadyaw † (? - aprile 341 deceduto)
- Sabina, Amaria, Mqayma † (? - aprile 341 deceduti)[17]
- Adona †
- Sede disputata † (nel 410)
- Agapito † (prima del 420 - dopo il 424)
- Papa † (prima del 484 - dopo il 486)
- Marwai † (menzionato nel 497)
- Giacomo † (menzionato nel 524)
- Paulo † (menzionato nel 544)
- Simone † (menzionato nel 554)
- Dalai † (menzionato nel 576)
- Baraz † (menzionato nel 585)
- Giovanni † (inizio del VII secolo)
- Emmeh † (dopo il 642 - 646 eletto patriarca della Chiesa d'Oriente)
- Sergio † (646 - prima del 659)
- Giorgio di Kafra † (? - 659 eletto patriarca della Chiesa d'Oriente)
- Giovanni bar Marta † (? - circa 680 eletto patriarca della Chiesa d'Oriente)
- Narsai † (circa 685 - circa 699)
- Anonimo † (menzionato nel 741)
- Giacomo † (? - circa 754 eletto patriarca della Chiesa d'Oriente)
- Giorgio † (menzionato nel 754 circa)
- Efrem † (circa 778 - circa 794/795 deceduto)
- Sergio † (circa 794/795 - circa 803 deceduto)
- Giorgio al-Sayyah † (circa 807 - 827 eletto patriarca della Chiesa d'Oriente)
- Aba † (828 - circa 835/837 eletto patriarca della Chiesa d'Oriente)[18]
- Teodosio † (circa 835/837 - 853 eletto patriarca della Chiesa d'Oriente)
- Paolo † (menzionato nell'884)
- Sapore † (menzionato nell'891)
- Teodoro † (circa 893 - 905 deceduto)
- Gabriele † (circa 905 - ?)
- Giorgio † (prima del 960/961 - dopo il 963)
- Hnanishoʿ † (menzionato nel 987)
- Sabrishoʿ † (dopo il 987 - prima del 997)
- Anonimo † (997 - ?)
- Emmanuele † (menzionato nel 1012)
- Anonimo † (menzionato nel 1020)
- Anonimo † (menzionato nel 1049)
- Sabrishoʿ Zanbur † (? - circa 1058/1061 eletto patriarca della Chiesa d'Oriente)
- Stefano † (circa 1061 - prima del 1075 deceduto)
- Sabrishoʿ † (all'epoca del patriarca Abdishoʿ II - 1074-1090)
- Tommaso † (all'epoca del patriarca Eliyya II - 1111-1132)
- Giovanni † (all'epoca del patriarca Eliyya II - 1111-1132)
- Yuwanis † (menzionato nel 1176)
- ʿAbdishoʿ † (menzionato nel 1222)
- Elia † (prima del 1256 - dopo il 1265)
- Maranʿemmeh † (menzionato nel 1281)[19]
- Giuseppe † (menzionato nel 1318)